# Адміністративний устрій Недригайлівського району
Адміністративний устрій Недригайлівського району — адміністративно-територіальний поділ Недригайлівського району Сумської області на 1 селищну громаду, 2 сільські громади, 1 селищну та 4 сільські ради, які об'єднують 99 населених пунктів та підпорядковані Недригайлівській районній раді. Адміністративний центр — смт Недригайлів.

## Список громадНедригайлівського району
| № | Назва                           | Центр           | Населені пункти | Площа км² | Місце за площею | Населення (2001), чол. | Місце за населенням |
| - | ------------------------------- | --------------- | --- | --------- | --------------- | ---------------------- | ------------------- |
| 1 | Недригайлівська селищна громада | смт Недригайлів | смт Недригайлів c. Біж c. Бродок c. Вакулки c. Віхове c. Гринівка c. Дараганове c. Зелене c. Іваниця c. Клин c. Козельне c. Костянтинів c. Кулішівка c. Лаврове c. Луки c. Маршали c. Нелени c. Омелькове c. Польове c. Пушкарщина c. Спартак c. Хоружівка c. Чемоданівка c. Якименки |           |                 |                        |                     |
| 2 | Вільшанська сільська громада    | c. Вільшана     | c. Білоярське c. Великі Будки c. Весногірське c. Вільшана c. Городище c. Деркачівка c. Зеленківка c. Комишанка c. Кушніри c. Лікарівщина c. Мірки c. Немудруї c. П'ятидуб c. Реви c. Саєве c. Сороколітове c. Тимченки c. Фартушине c. Філонове c. Хорол c. Шаповалове                |           |                 |                        |                     |
| 3 | Коровинська сільська громада    | c. Коровинці    | c. Беседівка c. Бороданове c. Гай c. Дігтярівка c. Закроівщина c. Зелений Гай c. Коритище c. Коровинці c. Косенки c. Малі Будки c. Мухувате c. Овеча c. Перекір c. Ракова Січ c. Рубанка c. Соснівка c. Тимощенкове c. Томашівка c. Тютюнникове c. Юхти                               |           |                 |                        |                     |

## Список радНедригайлівського району
| № | Назва                           | Центр              | Населені пункти | Площа км² | Місце за площею | Населення (2001), чол. | Місце за населенням |
| - | ------------------------------- | ------------------ | --- | --------- | --------------- | ---------------------- | ------------------- |
| 1 | Тернівська селищна рада         | смт Терни          | смт Терни c. Бабакове c. Володимирівка c. Гострий Шпиль c. Долина c. Ківшик c. Мазне c-ще Озерне c. Холодне c-ще Черепівка c. Шматове |           |                 |                        |                     |
| 2 | Засульська сільська рада        | c. Засулля         | c. Засулля c. Баба c. Берізки c. Дігтярка c. Дремове c. Кореневе c. Терешки c. Холодний Яр c. Цибуленки                               |           |                 |                        |                     |
| 3 | Курманівська сільська рада      | c. Курмани         | c. Курмани c. Березняки c. Голубці |           |                 |                        |                     |
| 4 | Сакуниська сільська рада        | c. Сакуниха        | c. Сакуниха c. Велика Діброва c. Перетічки c. Лахнівщина                                                                              |           |                 |                        |                     |
| 5 | Червонослобідська сільська рада | c. Червона Слобода | c. Червона Слобода c. Горькове c. Мелешківка                                                                                          |           |                 |                        |                     |

* Примітки: м. — місто, с-ще — селище, смт — селище міського типу, с. — село